# Kanton Redange
Het kanton Redange (Luxemburgs: Kanton Réiden) ligt in het westen van het Groothertogdom Luxemburg. Het kanton grenst in het noorden aan het kanton Wiltz, in het oosten aan de kantons Diekirch en Mersch, in het zuiden aan het kanton Capellen en in het westen aan België.

## Onderverdeling
Het kanton Redingen bestaat uit 9 gemeentes.
1. Beckerich
2. Ell
3. Groussbus-Wal
4. Préizerdaul
5. Rambrouch
6. Redange
7. Saeul
8. Useldange
9. Vichten

Capellen · Clervaux · Diekirch · Echternach · Esch-sur-Alzette · Grevenmacher · Luxemburg · Mersch · Redange · Remich · Vianden · Wiltz

 Europa · Luxemburg · Kantons · Gemeenten 